# おがさわら丸 (3代)
「おがさわら丸」（おがさわらまる）は、小笠原海運が東京都港区の東京港竹芝埠頭と小笠原村父島の二見港間で運航している貨客船である。本項目では2016年（平成28年）就航の3代目について扱う。

## 概要
1997年（平成9年）に就航した2代目「おがさわら丸」の代船として三菱重工業下関造船所で建造され、2016年1月27日に進水し、7月2日に就航した。カーフェリーを除く在来型貨客船としては日本国内で最大、最速の船舶である。本船の就航に合わせて、父島と母島を連絡する「ははじま丸」も3代目に更新された。
小笠原諸島航路には、テクノスーパーライナーの実用1番船となる「スーパーライナーオガサワラ」が2005年（平成17年）11月に就航する予定であったが、原油価格高騰の影響を受け、運航費用の問題で頓挫した。その後、2011年（平成23年）の小笠原諸島の世界遺産登録の影響などを盛り込んだ航路改善計画が検討され、通常船型の貨客船として本船が建造された。共有建造制度を利用して建造された鉄道建設・運輸施設整備支援機構との共有船である。
一部の報道やテレビ番組などで「父島行きのフェリー」と紹介されることがあるが、本船は自動車を自走によって積載することができないので、いわゆるカーフェリーではない。
父島及び母島の経済を支える存在であり、島内の店舗はおがさわら丸の入港に合わせて営業しているところが多い。例として、小笠原郵便局は土日祝日の郵便窓口の営業はないが、おがさわら丸出港日は年末年始を含め曜日を問わず8時から郵便窓口の取り扱いを行う。

## 設計
船容は2代目に類似しているが、船客定員を増加するためデッキが一層増やされ大型化した。全長は約20メートル長い150メートル、総トン数は1.6倍の11,000トンとなった。二見港桟橋に制約される全長の範囲内で垂線長を可能な限り長くするため、船首は垂直ステムが採用されており、外観上の特徴となっている。三菱重工業下関造船所が建造した旅客船として初めての垂直ステム採用例であり、本船建造時のデータは2017年（平成25年）に建造された新日本海フェリーの「らべんだあ」「あざれあ」の垂直ステム採用に繋がった。
航海速力は1.3ノット向上し、片道約24時間での運航が可能となった。省エネ船型と高効率プロペラの採用により、前船と同一の機関出力で大型化・高速化を図っており、運航コストは同程度に抑えられている。
船体は8層構造で、最下層が1デッキ、最上層が8デッキと呼称されており、2-7デッキが旅客区画となる。バリアフリー新法に基づいて作成された鉄道・運輸機構の旅客船バリアフリーガイドラインに準拠したバリアフリー高度化船である。通常の船内設備に加えて、介護室、多機能トイレ、車いす対応エレベーター（4-7デッキ）などのバリアフリー設備を備える。
荷役設備として船首および船尾にデリックを各1基装備しており、船首甲板は貨物倉、5デッキの船尾方はコンテナ搭載スペースとなっている。
2020年（令和2年）1月のドック修繕の際に、2016年に国際海事機関で採択された船舶燃料SOx規制強化に対応するため、主機関にのみ排ガス浄化装置（スクラバー）の搭載工事を実施した。これは、スクラバー搭載によって、増加する重量に対し貨物積載量を減少させないための措置で、ボイラー及び発電機についてはスクラバーを搭載せず低硫黄A重油（LSA重油）を使用している。

## 船内

### 船室
船体の大型化により、旅客定員は2代目（2012年6月以降）より125名増加した。個室需要に対応するため個室も増やされ、原則として相部屋としない運用となった。新たに2等寝台が設定されたほか、2等和室は間仕切りが設けられ、一人あたりのスペースも前船比で約30パーセント広げられた。特2等寝台、2等寝台、2等和室にはレディースルームが、2等和室にはファミリールームが設定される。
特等室には隣接して、マッサージチェア、ドリンクサーバー（水・お茶・コーヒー）、水素水給水器を備えた専用ラウンジが設置される。

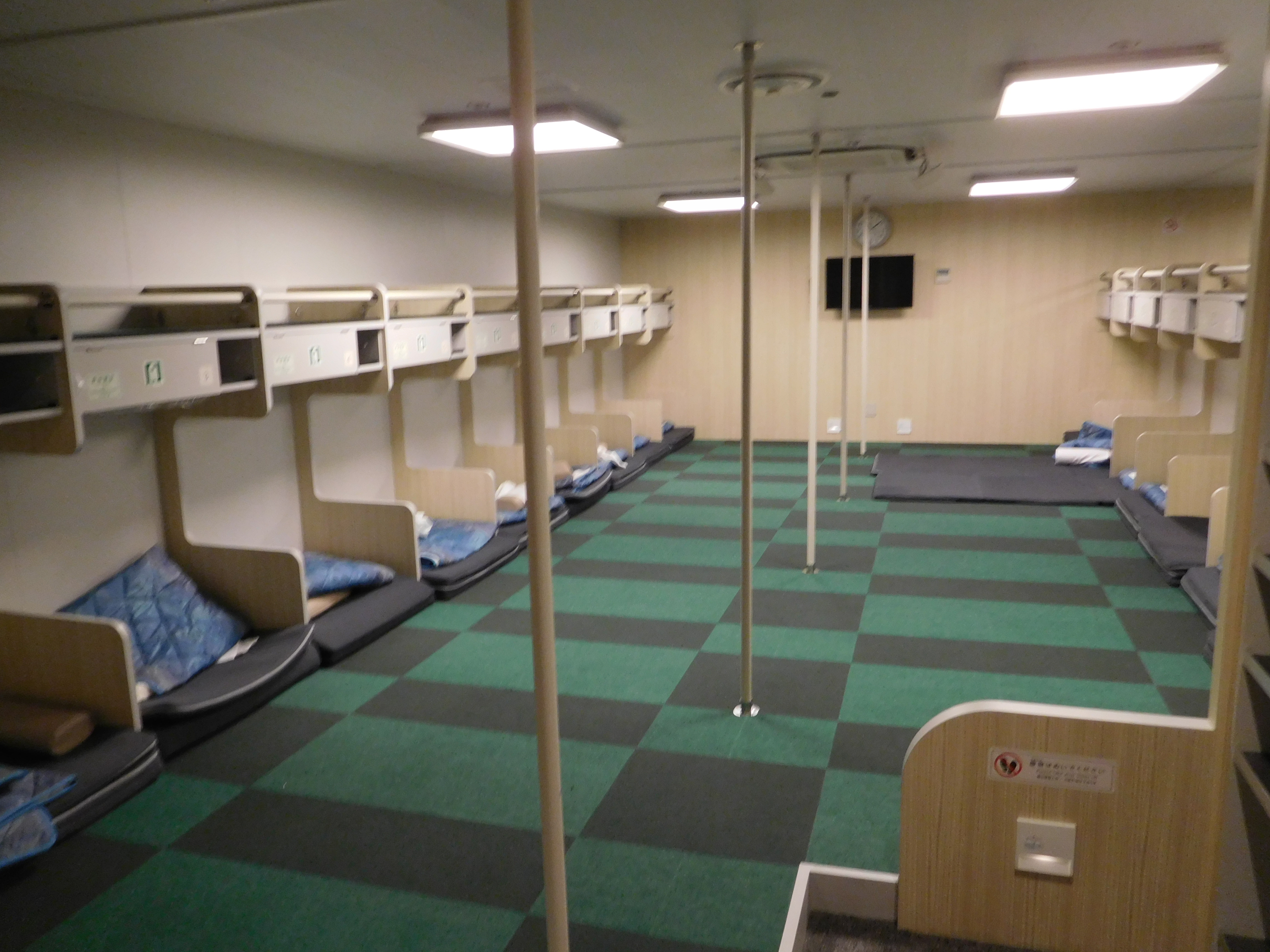
二等和室
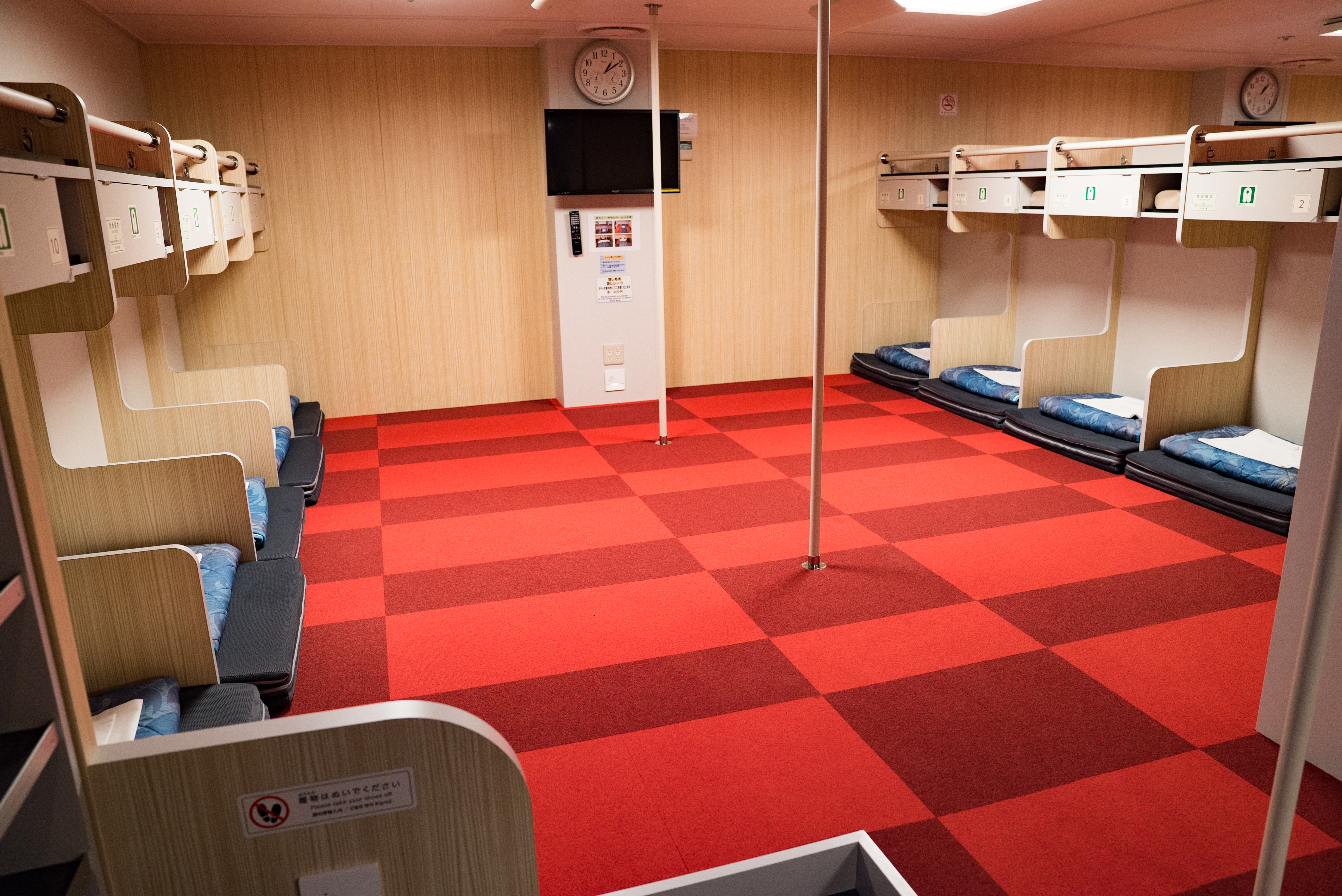
二等和室

| クラス                         | 部屋数                       | 定員  | 設備 |
| ------------------------------ | ---------------------------- | ----- | --- |
| 特等室（スイート）             | 2名×4室                      | 8名   | キングサイズベッド（幅180 cm 長さ200 cm）、バス、トイレ、テレビ、DVDデッキ、冷蔵庫、空気清浄機、ドライヤー、専用デッキ、電気ケトル、専用ラウンジ（共用） |
| 特一等室（デラックス）         | 3名×24室                     | 72名  | シングルベッド2台（幅90 cm 長さ200 cm）、ソファベッド1台、バス、トイレ、テレビ、DVDデッキ、冷蔵庫、電気ケトル                                            |
| 一等室（スタンダード）         | 洋室 2名×39室                | 90名  | シングルベッド（幅90 cm 長さ200 cm）、テレビ、DVDデッキ、電気ケトル                                                                                      |
| 一等室（スタンダード）         | 和室 4名×3室（一般販売なし） | 90名  | マットレス、テレビ、DVDデッキ |
| 特二等寝台（プレミアムベッド） | 約10名×18区画                | 178名 | 階段式二段ベッド（1区画に2名ユニット×4、1名ユニット×2）、テレビ、コンセント、マットレス厚約8 cm                                                          |
| 二等寝台（エコノミーベッド）   | 約18名×5区画 約160名×1区画   | 250名 | 階段式二段ベッド（幅80cm 長さ200 cm、4名ユニット）、コンセント                                                                                           |
| 二等和室（エコノミー）         | 23区画                       | 296名 | カーペット敷きの広間。マットレス（幅75 cm 長さ100 cm）、上掛け、枕付き                                                                                   |

- 二等和室
- 二等和室

### 設備
2016年（平成28年）7月2日より、レストラン、展望ラウンジ、売店ではSuica、PASMOなどの全国相互利用サービスに対応した交通系ICカード（PiTaPaを除く）が利用可能。船内でのチャージは不可。
案内放送の音声は、声優の中上育実が声を当てている。
パブリックスペース
案内所にて、毛布・シーツを追加で有料レンタルできるサービス（それぞれ1枚300円）がある。
- 乗船口・案内所 - 4デッキ中央（5デッキから乗下船となる場合あり）
- ミニサロン「南島」 - 3デッキ後方、コンセント・USB電源あり

供食設備
レストランおよび展望ラウンジの軽食コーナーは、小笠原海運の直営ではなく、テナント業者により運営されている。特等室、特1等室、1等室は有料でケータリングサービス（部屋まで食事を運んでもらうサービス。夕食のみ事前申し込み制）を受けることが可能。
- レストラン「Chichi-jima」 - 4デッキ前方（全134席）
- 展望ラウンジ「Haha-jima」 - 7デッキ後方（全76席）、軽喫茶コーナーを設置

物販設備
2代目「おがさわら丸」までは酔い止め薬を船内売店で販売していたが、本船就航前の2009年（平成21年）6月の薬事法改定で、薬剤師・登録販売者が常駐しないと販売できなくなったため、酔い止め薬を必要とする場合は、乗船前に準備しておく必要がある。
- ショップ「ドルフィン」 - 6デッキ中央
- 自動販売機コーナー - 4デッキ中央、3デッキ船尾（ミニサロン「南島」内）、7デッキ（展望ラウンジ「Haha-jima」内。ソフトドリンクのみ）

入浴設備
- シャワールーム - 2 - 6デッキに各1箇所（5デッキのみ2箇所）。24時間利用可能だが、海況が悪い時は閉鎖される。

利便設備
- 授乳室 - 4デッキ中央、水素水サーバー（無料）・電子レンジ完備
- エレベーター - 4 - 7デッキ中央、車いす対応バリアフリーエレベーター。海況が悪い時は運転が停止される。
- キッズルーム - 4デッキ中央
- ペットルーム - 4デッキ中央
- 喫煙室 - 3・5・7デッキ
- 貴重品ロッカー - 4デッキ中央　エレベーター乗降口正面（無料）小型78個、大型20個
- 冷蔵コインロッカー - 4デッキ中央、使用料1回500円
- 電子レンジ - 4デッキ自動販売機コーナー、6デッキショップ「ドルフィン」内（無料）
- 給湯器 - 3 - 7デッキの各階に1台ずつ設置
- 冷水器 - 3・4・5・7デッキに1台ずつ設置
- 衛星公衆電話 - 4デッキエントランス右舷側に2台設置（100円硬貨専用）
- 両替機 - 4デッキ案内所横
- 更衣室 - 2デッキ・3デッキ

## 就航航路
- 東京（東京港竹芝客船ターミナル） - 父島（二見港）

東京11時発 - 父島翌11時着、父島15時発 - 東京翌15時着、航海時間約24時間のダイヤで運航される。2代目のダイヤより東京発を1時間遅らせることで、港までの移動の際にラッシュ時間帯を回避、早朝の列車・航空便との接続が改善され、従来は前泊を必要とした遠隔地からの利用の利便性が向上した。繁忙期に実施される父島当日折り返し便の際は、荷役や船内清掃の都合で父島発が15時30分となり、東京入港も翌日15時30分到着として運航される。
また、下記の港に臨時寄港することがある。
- 横須賀港久里浜地区（年2 - 4回、4 - 5月頃・10 - 11月頃）
- 館山港（年1回、10月頃）
- 伊豆大島元町港（年1回、10月頃）
- 八丈島底土港（年1回、6月頃）

寄港実施便は、寄港地における出入港作業のため、目的地到着が40分遅延する。父島入港の場合は11時40分、東京入港の場合は15時40分。

### クルーズ
毎年6月頃に定期運航の合間を利用して父島や母島在住の硫黄島出身者や遺族を乗せて硫黄島に墓参クルーズを実施する。硫黄三島クルーズや西之島クルーズなど、小笠原海運主催の父島発着のクルーズを実施することがある。なお2021年（令和3年）および2022年は、新型コロナウイルス感染症（COVID-19）流行の影響により実施されていない。